# Hilary Koprowski
Hilary Koprowski (Varsavia, 5 dicembre 1916 – Filadelfia, 11 aprile 2013) è stato un virologo e immunologo polacco, noto per aver messo a punto il primo vaccino orale contro la poliomielite. È stato autore di oltre 875 pubblicazioni scientifiche.

## Biografia

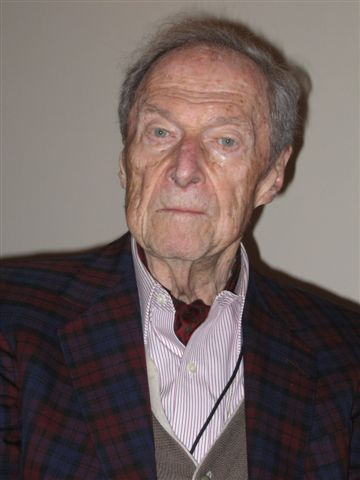
Hilary Koprowski a Varsavia (2007)

Laureato in medicina negli ultimi anni trenta del novecento presso l'università di Varsavia, si trasferì in Brasile in seguito all'invasione nazista della Polonia. Qui e, al termine della guerra, negli Stati Uniti proseguì i suoi studi ed esperimenti per un vaccino contro la poliomielite.
Il vaccino di Koprowski fu il primo a essere sviluppato. Esso conteneva virus attenuati ed era somministrato per via orale, tale forma di somministrazione ne rendeva più semplice la diffusione nei paesi del terzo mondo non essendo necessari aghi e siringhe sterili. La prima vaccinazione sugli esseri umani avvenne nel 1950, in seguito testata su larghissima scala (prevalentemente nel continente africano), nella regione del Congo.
Tuttavia, alla fine, sul vaccino di Koprowski e sul vaccino Salk (virus uccisi da iniettare) prevalse quello di Sabin (analogo al vaccino di Koprowski) sperimentato su vasta scala in Unione Sovietica.
Nel 1992 un articolo pubblicato sulla rivista Rolling Stone indicò il vaccino sviluppato da Koprowski e sperimentato negli anni cinquanta nell'allora Congo Belga, come il veicolo che permise il "salto" (spillover) del virus HIV da alcuni primati all'uomo. Tale teoria è stata smentita nel 2013 da numerosi studi, effettuati anche analizzando campioni dei vaccini usati da Koprowski in Congo. È morto nel 2013 all'età di 96 anni a seguito di una polmonite.